# Trimeperidin
Trimeperidin (Promedol) ist ein opioides Analgetikum und ein Analogon von Prodin. Es wurde in den frühen 1950er-Jahren in der UdSSR bei Forschungsarbeiten zu dem verwandten Stoff Pethidin entwickelt.
Trimeperidin hat vier Strukturisomere, von denen zwei pharmakologisch aktiv sind, das γ-Isomer Trimeperidin und das β-Isomer Isopromedol. Es besitzt etwa die halbe analgetische Potenz von Morphin, und wurde bereits umfangreich als Schmerzmittel eingesetzt.
Trimeperidin erzeugt ähnliche Wirkung wie andere Opioide, wie Analgesie und Sedierung, zusammen mit Nebenwirkungen wie Übelkeit, Juckreiz und Hypoventilation, die sich schädlich bis tödlich auswirken können.

## Regulierung
Trimeperidin ist als Klasse-I-Droge in der Klassifizierung des Controlled Substances Act in den USA als Suchtstoff eingeordnet. Es wird im Einheitsabkommen über die Betäubungsmittel aufgezählt und unterliegt in den meisten Staaten ähnlichen Einschränkungen wie Morphin oder Heroin.

## Wehrmedizin
Beim russischen Überfall auf die Ukraine 2022 wurde Promedol an die russischen Soldaten verteilt.